# Star Trek: The Next Generation (säsong 7)
Den sjunde och sista säsongen av den amerikanska science fiction TV-serien Star Trek: The Next Generation började sin syndikerade visning i USA den 20 september 1993 och avrundades den 23 maj 1994 efter 26 sända avsnitt. Serien utspelar sig under 2300-talet, där den följer Stjärnflottans rymdskepp Enterprise-D och dess besättnings äventyr.
Säsongen börjar med att besättningen besegrar Lore och hans grupp med utstötta Borger, vilket resulterar demonteringen av Lore. 
Denna säsong kom att fortsätta på detta familjetema i de flesta avsnitten. Efter att ha hanterat Lore, kom Data även att konfrontera insikten om att hans "mor" fortfarande är vid liv ("Inheritance"). I avsnittet "Interface" försöker Geordi att rädda sin mor från ett skadat skepp och tvingas till att hantera sin förlust. Worf träffar en framtida version av sin son Alexander i avsnittet "Firstborn" och sin fosterbror i "Homeward". 
Både Troi och Dr. Crusher konfronterar gamla familjehemligheter i avsnitten "Dark Page" och "Sub Rosa". Picard står också inför utmaningar med den son han inte visste att han hade i avsnittet "Bloodlines" och sin relation med sin familj i det förflutna, i nutiden, samt framtiden i seriens finalavsnitt "All Good Things...".
Serien slutar med att Q avslutar sin rättegång mot mänskligheten, där han gav Picard en möjlighet att rädda hela mänskligheten.

## Rollista

### Huvudroller
- Patrick Stewart som Captain Jean Luc Picard
- Jonathan Frakes som Commander William T. Riker
- Brent Spiner som Lt Cmdr. Data
- Gates McFadden som Dr. Beverly Crusher
- LeVar Burton som Lt Cmdr. Geordi La Forge
- Marina Sirtis som Councillor Deanna Troi
- Michael Dorn som Lt. Worf

### Återkommande roller
- Majel Barrett - Computer Voice (6 avsnitt)
- Patti Yasutake - Alyssa Ogawa (4 avsnitt)
- Wil Wheaton - Wesley Crusher (2 avsnitt)
- Majel Barrett - Lwaxana Troi (1 avsnitt)
- Dwight Schultz - Lt. Reginald Barclay (1 avsnitt)
- Eric Menyuk - Resenären (1 avsnitt)
- Brian Bonsall - Alexander Rozhenko (1 avsnitt)
- Armin Shimerman - Quark (1 avsnitt)
- Michelle Forbes - Ro Laren (1 avsnitt)
- Denise Crosby - Tasha Yar (1 avsnitt)
- Colm Meaney - Miles O'Brien (1 avsnitt)
- John de Lancie - Q (1 avsnitt)

## Avsnitt
I den följande tabellen listas avsnitten i den ordning som de sändes och behöver nödvändigtvis inte motsvara deras produktionskoder.
| Nr i serien | Nr i säsongen | Titel                 | Stardate       | Regissör                        | Manus                                                              | Originalvisning (USA)          | Originalvisning (Sverige)          | Tittarsiffror (miljoner) |
| --- | ------------- | --------------------- | -------------- | ------------------------------- | ------------------------------------------------------------------ | ------------------------------ | ---------------------------------- | ------------------------ |
| 153 | 701           | "Descent (Del II)"    | 47025.4        | Alexander Singer                | René Echevarria                                                    | 20 september 1993              | 30 augusti 1997                    |                          |
| Borgerna leds av Datas onde bror Lore. Data faller under hans kontroll genom att överflödas av negativa känslor. |               |                       |                |                                 |                                                                    |                                |                                    |                          |
| 154 | 702           | "Liaisons"            | okänt          | Cliff Bole                      | Jeanne Carrigan-Fauci, Lisa Rich, Roger Eschbacher & Jaq Greenspon | 27 september 1993              | 6 september 1997                   |                          |
| Picard är strandsatt på en planet med en mystisk kvinna som vill att han stannar kvar och älska henne. |               |                       |                |                                 |                                                                    |                                |                                    |                          |
| 155 | 703           | "Interface"           | 47215.5        | Robert Wiemer                   | Joe Menosky                                                        | 4 oktober 1993                 | 13 september 1997                  |                          |
| Geordi försöker rädda sin mors rymdskepp. |               |                       |                |                                 |                                                                    |                                |                                    |                          |
| 156157 | 704705        | "Gambit"              | 47135.247160.1 | Peter LauritsonAlexander Singer | Naren Shankar & Christopher HattonRonald D. Moore & Naren Shankar  | 11 oktober 199318 oktober 1993 | 20 september 199729 september 1997 |                          |
| Enterprise och dess besättning undersöker det skenbara mordet på kapten Picard under en arkeologisk resa. Riker kidnappas senare av legosoldater och hittar Picard arbetandes som en del av deras besättning. Picard och Riker hjälper legosoldaterna att samla ihop arkeologiska artefakter för att förhindra att ett gammalt Vulcanskt vapen faller i fel händer. |               |                       |                |                                 |                                                                    |                                |                                    |                          |
| 158 | 706           | "Phantasms"           | 47225.7        | Patrick Stewart                 | Brannon Braga                                                      | 25 oktober 1993                | 4 oktober 1997                     |                          |
| Osynliga parasiter infekterar Enterprise och ger Data bisarra drömmar. |               |                       |                |                                 |                                                                    |                                |                                    |                          |
| 159 | 707           | "Dark Page"           | 47254.1        | Les Landau                      | Hilary J. Bader                                                    | 1 november 1993                | 11 oktober 1997                    |                          |
| Efter en psykisk kollaps faller Lwaxana Troi i en koma, och Deanna försöker arbeta fram ett sätt att rädda hennes liv. Majel Barrett gästskådespelar |               |                       |                |                                 |                                                                    |                                |                                    |                          |
| 160 | 708           | "Attached"            | 47304.2        | Jonathan Frakes                 | Nicholas Sagan                                                     | 8 november 1993                | 18 oktober 1997                    |                          |
| Paranoida utomjordingar fängslar Picard och Dr. Crusher för spionage. |               |                       |                |                                 |                                                                    |                                |                                    |                          |
| 161 | 709           | "Force of Nature"     | 47310.2        | Robert Lederman                 | Naren Shankar                                                      | 15 november 1993               | 25 oktober 1997                    |                          |
| Ett par forskare uppvisar bevis för att warp drives skadar rymden. |               |                       |                |                                 |                                                                    |                                |                                    |                          |
| 162 | 710           | "Inheritance"         | 47410.2        | Robert Scheerer                 | Dan Koeppel and René Echevarria                                    | 22 november 1993               | 1 november 1997                    |                          |
| Data möter en kvinna som hävdar att hon är hans mor. |               |                       |                |                                 |                                                                    |                                |                                    |                          |
| 163 | 711           | "Parallels"           | 47391.2        | Robert Wiemer                   | Brannon Braga                                                      | 29 november 1993               | 18 november 1997                   |                          |
| Worf fastnar i alternativa universum. Wil Wheaton gästskådespelar |               |                       |                |                                 |                                                                    |                                |                                    |                          |
| 164 | 712           | "The Pegasus"         | 47457.1        | LeVar Burton                    | Ronald D. Moore                                                    | 10 januari 1994                | 15 november 1997                   |                          |
| Rikers förre kapten kommer ombord på Enterprise för att återta skeppet USS Pegasus. Picard undersöker händelserna kring dess försvinnande och upptäcker att det hela var en stor lögn. |               |                       |                |                                 |                                                                    |                                |                                    |                          |
| 165 | 713           | "Homeward"            | 47423.9        | Alexander Singer                | Naren Shankar & Spike Steingasser                                  | 17 januari 1994                |                                    |                          |
| Worfs mänskliga halvbror bryter mot en grundläggande lag, the prime directive, för att rädda en dödsdömd primitiv ras. |               |                       |                |                                 |                                                                    |                                |                                    |                          |
| 166 | 714           | "Sub Rosa"            | 47423.9        | Jonathan Frakes                 | Brannon Braga & Jeri Taylor                                        | 31 januari 1994                |                                    |                          |
| Dr. Crusher går på sin mormors begravning och tillbringar tid i ett hus som hemsöks av spöken. |               |                       |                |                                 |                                                                    |                                |                                    |                          |
| 167 | 715           | "Lower Decks"         | 47566.7        | Gabrielle Beaumont              | René Echevarria, Ron Wilkerson & Jean Louise Matthias              | 14 februari 1994               |                                    |                          |
| Unga officerare närmar sig befordring då en av dem får det farliga uppdraget att hjälpa en Cardassisk spion. |               |                       |                |                                 |                                                                    |                                |                                    |                          |
| 168 | 716           | "Thine Own Self"      | 47751.2        | Winrich Kolbe                   | Ronald D. Moore & Christopher Hatton                               | 28 mars 1994                   |                                    |                          |
| Data blir strandsatt på en värld där han förlorar minnet och utsätter den primitiva befolkningen för fara, allt medan Deanna studerar till bryggofficer. |               |                       |                |                                 |                                                                    |                                |                                    |                          |
| 169 | 717           | "Masks"               | 47615.2        | Robert Wiemer                   | Joe Menosky                                                        | 21 februari 1994               | 20 december 1997                   |                          |
| Enterprise upptäcker ett förhistorisk bibliotek som återskapar sin civilisation genom att ta Data i besittning och genom att omvandla skeppet. |               |                       |                |                                 |                                                                    |                                |                                    |                          |
| 170 | 718           | "Eye of the Beholder" | 47622.1        | Cliff Bole                      | René Echevarria & Brannon Braga                                    | 28 februari 1994               | 27 december 1997                   |                          |
| När en besättningsman plötsligt tar sitt liv, drabbas Deanna av självmordstankar när hon undersöker händelsen. |               |                       |                |                                 |                                                                    |                                |                                    |                          |
| 171 | 719           | "Genesis"             | 47653.2        | Gates McFadden                  | Brannon Braga                                                      | 12 mars 1994                   |                                    |                          |
| En främmande kraft förändrar besättningen på Enterprise till ett tidigare utvecklingsstadium. |               |                       |                |                                 |                                                                    |                                |                                    |                          |
| 172 | 720           | "Journey's End"       | 47751.2        | Corey Allen                     | Ronald D. Moore, Shawn Piller & Antonia Napoli                     | 28 mars 1994                   |                                    |                          |
| Wesley tvingas möta sitt öde när Enterprise får order att med våld evakuera människor från en planet som överlämnats till Cardassierna. Wil Wheaton och Eric Menyuk gästskådespelar |               |                       |                |                                 |                                                                    |                                |                                    |                          |
| 173 | 721           | "Firstborn"           | 47779.4        | Jonathan West                   | René Echevarria & Mark Kalbfeld                                    | 25 april 1994                  |                                    |                          |
| Worf lär sin son Alexander om sitt arv som en krigare. Armin Shimerman gästskådespelar |               |                       |                |                                 |                                                                    |                                |                                    |                          |
| 174 | 722           | "Bloodlines"          | 47829.1        | Les Landau                      | Nicholas Sagan                                                     | 2 maj 1994                     |                                    |                          |
| DaiMon Bok återvänder för att hämnas på Picard genom att döda dennes son han inte visste om att han hade. |               |                       |                |                                 |                                                                    |                                |                                    |                          |
| 175 | 723           | "Emergence"           | 47869.2        | Cliff Bole                      | Joe Menosky & Brannon Braga                                        | 9 maj 1994                     |                                    |                          |
| Enterprise utvecklar ett eget medvetande. |               |                       |                |                                 |                                                                    |                                |                                    |                          |
| 176 | 724           | "Preemptive Strike"   | 47941.7        | Patrick Stewart                 | René Echevarria & Naren Shankar                                    | 16 maj 1994                    |                                    |                          |
| Fänrik Ro återvänder efter avancerad taktisk träning och Picard skickar iväg henne för att spionera på Maquirebellerna. |               |                       |                |                                 |                                                                    |                                |                                    |                          |
| 177178 | 725726        | "All Good Things..."  | 47988.1        | Winrich Kolbe                   | Ronald D. Moore & Brannon Braga                                    | 23 maj 1994                    | 14 februari 199821 februari 1998   |                          |
| Med hjälp från Q reser Picard i tiden för att rädda mänskligheten. John de Lancie, Denise Crosby och Colm Meaney gästskådespelar |               |                       |                |                                 |                                                                    |                                |                                    |                          |

### Fotnoter
1. 1 2  Star Trek: The Next Generation - Season 7. Amazon.co.uk. Retrieved August 1, 2012.